# Dioscorea japonica
Dioscorea japonica är en enhjärtbladig växtart som beskrevs av Carl Peter Thunberg. Dioscorea japonica ingår i släktet Dioscorea och familjen Dioscoreaceae.

## Underarter
Arten delas in i följande underarter:
- D. j. japonica
- D. j. nagarum
- D. j. oldhamii
- D. j. pilifera

## Bildgalleri

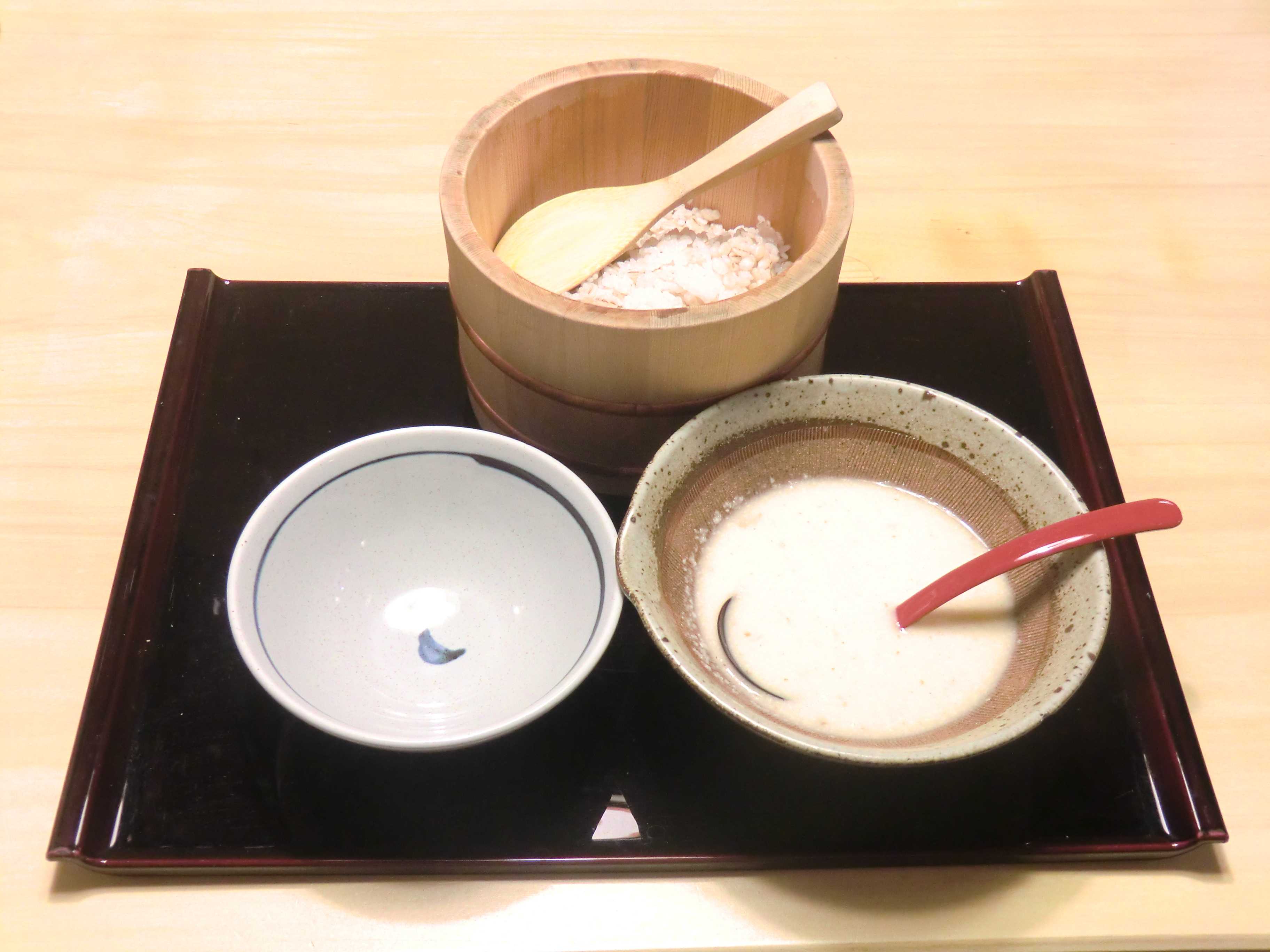